# ボイシ (軽巡洋艦)
ボイシ (USS Boise, CL-47) は、アメリカ海軍の軽巡洋艦。ブルックリン級軽巡洋艦の6番艦。艦名はアイダホ州の州都ボイシに因む。公刊戦史『戦史叢書』など日本語ではボイスやボイズと表記することもある。

## 概要
ブルックリン級軽巡洋艦の6番艦で、1938年8月に竣工した。1941年12月の太平洋戦争開戦時はフィリピンに配備されており、アジア太平洋艦隊として日本軍の南方作戦を迎え撃つ。だが1942年1月21日に座礁し、修理のため戦線を離脱した。その後は、船団護衛任務に従事した。ガダルカナル島攻防戦たけなわの同年10月11日から12日にかけて、ボイシは第64任務部隊として日本軍の巡洋艦部隊と交戦、大破した（サボ島沖海戦）。
修理完了後の1943年6月から大西洋および地中海方面に転じ、主にイタリア戦線で活動した。1944年になるとキンケイド提督の第7艦隊に配備され、ダグラス・マッカーサー大将が指揮するニューギニア島北部の作戦に従事した。5月下旬にはビアク島攻防戦に参加し、6月8日夜から9日にかけて日本軍駆逐艦と交戦した（渾作戦）。10月中旬以降のフィリピン攻略戦では、10月25日未明にスリガオ海峡で西村艦隊を迎撃した（スリガオ海峡夜戦）。つづいてミンドロ島の作戦を支援した。
1945年1月初旬のルソン島の戦いでは、マッカーサーがリンガエン湾に上陸するまで臨時旗艦となった。その後はミンダナオ島の戦い、ボルネオの戦いなどに従事し、終戦を迎えた。1951年1月にアルゼンチンへ売却され、ボイシはヌエベ・デ・フリオ (ARA Nueve de Julio, C-5) と改名された。1978年に退役後、1983年に解体された。

## 艦歴

### 戦前
ボイシはバージニア州ニューポート・ニューズのニューポート・ニューズ造船所で起工した。1936年12月3日にサロメ・クラーク（アイダホ州知事バージラ・W・クラークの娘）によって命名、進水し、1938年8月12日に艦長ベンジャミン・ヴォーン・マッキャンドリッシュ大佐の指揮下就役した。この頃、ヨーロッパではナチス・ドイツがチェコスロバキアに圧力をかけてズデーデン危機が勃発した。9月1日、アメリカ合衆国海軍省は非常事態に備えて、ボイシを含めブルックリン軽巡洋艦7隻と駆逐艦部隊で臨時大西洋艦隊を編成すると発表した。この危機は世界大戦とならずに沈静化した。ボイシを含めブルックリン級軽巡は太平洋に配置転換されることになった。
1939年2月、モンロビア、リベリア、ケープタウンへの整調巡航後、ボイシはカリフォルニア州サンペドロで第9巡洋艦分艦隊に配属される。1941年11月まで西海岸およびハワイ水域で交互に活動した。その後、ボイシはフィリピンのマニラに向かう5隻の輸送船を護衛した。11月28日、サイパン島東方海域で思いがけない出会いがあった。横須賀を出発し、トラック諸島経由でクェゼリン環礁に向かう途中だった第六艦隊旗艦の軽巡洋艦香取（司令長官清水光美中将座乗）とすれ違ったのである。本艦は練習艦にすぎない香取より圧倒的に優勢であったが、双方とも狼狽した。ボイシは全ての砲塔を香取に向けつつ、煙幕を張って輸送船団を隠した。香取はボイシと輸送船団が見えなくなってから、ボイシとの遭遇を打電した。
12月4日、ボイシはルソン島マニラに到着した。情勢は緊迫していた。

### 第二次世界大戦

#### 開戦 - 1942年中旬
1941年12月7日（日本時間12月8日）の太平洋戦争勃発時、ボイシはセブ島沖にあった。日本軍は比島作戦において航空撃滅戦を優先する。合衆国アジア艦隊（司令長官トーマス・C・ハート提督）は潜水艦を除く大部分の艦艇を蘭印やオーストラリア方面に避退させた。マニラにいた第5任務部隊司令官のグラスフォード少将は空路でパナイ島南岸のイロイロに移動し、そこで重巡ヒューストン (USS Houston, CA-30）に将旗を掲げた。またセブにいたボイシも呼び戻され、ヒューストンに合流する。ヒューストンとボイシはスールー海を南下し、マカッサル海峡に向かった。
ボイシは東インド諸島で第5任務部隊に加わり、アジア太平洋艦隊の軽巡洋艦マーブルヘッド (USS Marblehead, CL-12) に合流する。
1942年1月11日、日本軍は蘭印作戦によりボルネオ島北東部のタカラン島に上陸し、翌12日に守備隊は降伏した。日本軍は同地の掃討作戦、油田占領、飛行場設営を実施した。
連合軍は日本軍の次の目標を東カリマンタン州バリクパパンと予測し、潜水艦部隊を配置した。さらに1月20日、第5任務部隊司令官のグラスフォード少将に出撃を命じ、グラスフォード少将はボイシに将旗を掲げた。第5任務部隊（軽巡ボイシ、軽巡マーブルヘッド、駆逐艦ジョン・D・フォード、ポープ、パロット、ポールジョーンズ）はティモール島クパンを出撃する。この第5任務部隊が、現時点で連合軍艦隊が攻勢的作戦に使用できる、精一杯の勢力だった。目標はバリクパパン沖に集結した日本の輸送船団と護衛部隊（指揮官西村祥治第四水雷戦隊司令官）である。しかし、ボイシは1月21日にセプ海峡で海図未記載の暗礁に衝突し、マーブルヘッドも機関不調で後退して後退、バリクパパン沖海戦には参加できなくなった。同海戦で活躍したのは、軽巡2隻脱落後も進撃を続けた駆逐艦4隻だった。
ボイシはコロンボおよびボンベイで応急修理の後、メア・アイランド海軍造船所へ向かった。修理が完了すると6月22日に出航し、船団護衛でニュージーランドのオークランドに向かう。護衛任務終了後は真珠湾に帰投し、ガダルカナル島上陸に際して日本軍を攪乱する目的で7月31日から8月10日まで日本の勢力圏内を巡航した。8月にはフィジーおよびニューヘブリディーズ諸島への輸送船団を護衛し、9月14日から18日までガダルカナル島へ上陸する海兵隊の支援を行った。

#### サボ島沖海戦（エスペランス岬沖海戦）

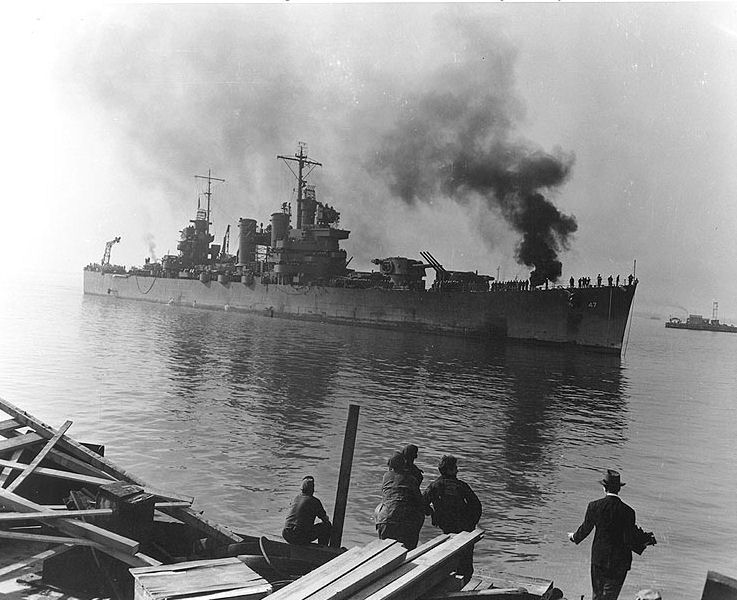
サボ島沖海戦で損傷しフィラデルフィアに帰投したボイシ

10月11日深夜から12日未明に行われたサボ島沖海戦（連合軍呼称エスペランス岬沖海戦）は、ガダルカナル島攻防戦の中における一つの頂点である。南太平洋部隊司令官ロバート・L・ゴームレー中将は、太平洋艦隊司令長官チェスター・ニミッツ大将に突かれる形で、ニューカレドニアからアメリカル師団一個連隊をガダルカナル島に送り込み、同時に「東京急行」を阻止する艦隊を出撃させる。
東京急行の「脱線」の命を受けたアメリカ艦隊（空母ホーネット部隊、戦艦ワシントン部隊、巡洋艦部隊）のうち、ノーマン・スコット少将が指揮する巡洋艦部隊は「攻撃的行動を執って輸送船団を保護せよ」と命じられた。スコット少将は重巡洋艦サンフランシスコ (USS San Francisco, CA-38) を旗艦とし、重量艦はサンフランシスコのほかに重巡ソルトレイクシティ (USS Salt Lake City, CA-25)、軽巡洋艦ヘレナ (USS Helena, CL-50) 、そしてボイシがいた。第64任務部隊は10月7日にエスピリトゥサント島に集結し、2日後にレンネル島近海に到着して警戒しつつ待機した。10月9日にヌーメアを出発した連合軍輸送船団（歩兵一個連隊）がガ島に接近しつつあり、既述のように輸送船団の安全も確保せねばならなかった。
日本軍にとってもヘンダーソン飛行場は脅威であった。日本軍のラバウル航空隊が来襲すると、沿岸監視員の通報により、連合軍の航空機は上空へ退避してしまう。
第十七軍の総攻撃を今度こそ成功させるため、日本軍は水上機母艦日進と千歳および駆逐艦6隻による重火器輸送、金剛型戦艦と重巡洋艦によるヘンダーソン飛行場砲撃、高速輸送船団による大規模輸送を計画した。第三戦隊（金剛、榛名）の飛行場砲撃に先だって、外南洋部隊（指揮官三川軍一第八艦隊司令長官）支援隊（指揮官五藤存知少将、第六戦隊司令官）による飛行場砲撃を行うことになった。
10月11日、まずラバウル航空隊の零戦と一式陸上攻撃機がヘンダーソン基地に空襲をおこなった。午前8時20分、日進輸送隊（日進、千歳、駆逐艦部隊）はショートランド島南東30浬で連合軍大型機に発見された。午後8時10分、先行していた日進輸送隊はガダルカナル島タサファロング泊地で揚陸を開始した。午後8時45分には連合軍機らしきものが日進隊上空を通過し、午後9時には飛行機がルンガ泊地海面を照射するのを認めた。
第64任務部隊には、B-17から情報が入ってきた。日本艦隊（巡洋艦2隻、駆逐艦6隻）が「スロット」と呼ばれるコースを通って接近しつつあることを報告し、日本艦隊には輸送船団は付属しておらず、ヘンダーソン飛行場砲撃を狙ってきた部隊と推定された。既述のように、ガ島に接近中の日本艦隊は2つ（高速輸送部隊／日進隊、飛行場砲撃部隊／外南洋部隊支援隊）であり、B-17が報告したのは日進輸送隊（水上機母艦2隻、駆逐艦6隻）であった。
第64任務部隊は飛行場砲撃部隊（本当は東京急行）を妨害すべく、レンネル島沖合からガダルカナル島とサボ島間の海域（鉄底海峡）に移動した。第64任務部隊の弱点は、スコット少将が新型レーダーのSGを装備したヘレナを旗艦とせず、旧式レーダー搭載のサンフランシスコを旗艦にしていたことだった。

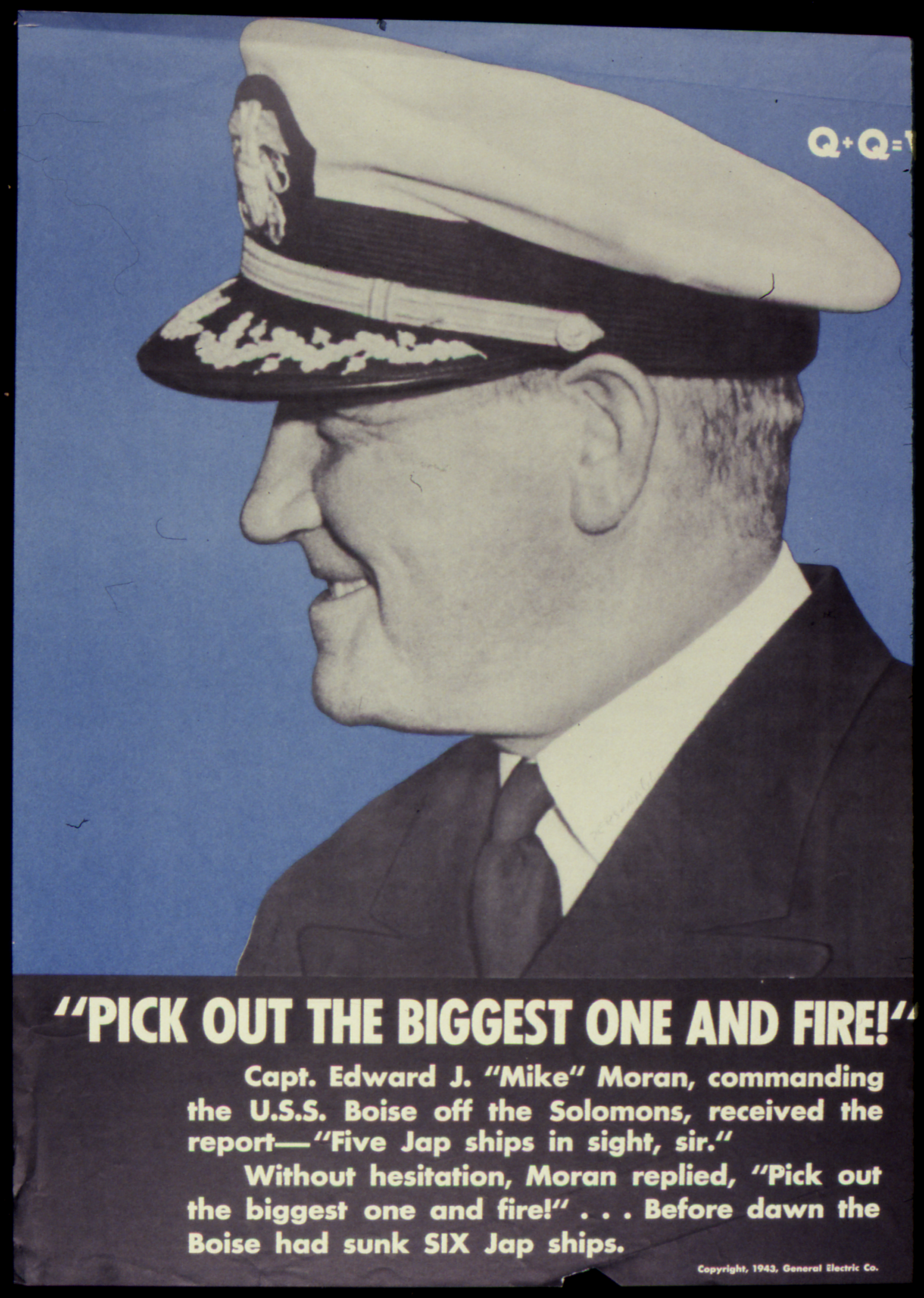
"Pick Out the Biggest One and Fire!" – 戦時プロパガンダポスター、ボイシ艦長エドワード・J「マイク」モラン大佐。

10月11日真夜中（日本時間午後9時45分以降）、第64任務部隊と外南洋部隊支援隊はガダルカナル島のエスペランス岬北方海域で交戦した。第64任務部隊は東京急行（日進隊）を見逃し、飛行場砲撃部隊（外南洋部隊支援隊）と交戦したのである。第64任務部隊は丁字戦法をとり、「前方に出現したのは敵艦隊だろうか、それとも日進隊であろうか。艦影は日進に似ているようだが」と確信をもてない外南洋部隊支援隊に対して有利な態勢となった。第64任務部隊側も、最新レーダー搭載のヘレナが報告した目標の位置と、ボイシが報告した位置に相当の差異があり、スコット少将を混乱させた。
錯誤と幸運の末に第64任務部隊は先手をとり、初弾が単縦陣の先頭を行く重巡洋艦青葉の艦橋を貫通して幹部を殺傷、支援部隊指揮官・五藤存知少将に致命傷を負わせた。青葉の右舷前方にいた駆逐艦吹雪も、集中砲火を浴びて轟沈した。大破した青葉は面舵に転舵して煙幕を展開し、2番手の重巡古鷹が先頭に立った。古鷹は果敢に砲撃したが、火災が第64任務部隊の良い目標となって集中砲火を浴び、航行不能となって12日未明に沈没した。
ボイシは古鷹と交戦し、つづいて健在の重巡衣笠および駆逐艦初雪と砲撃戦を行う。ボイシは前部主砲群（1、2、3番砲塔付近）に8インチ砲弾の直撃を受け大破し、前部火薬庫にも直撃弾があった。浸水により主砲弾薬庫への誘爆は防げたが、多数の死傷者を出す。107名が死亡、35名が重傷を負った。ソルトレイクシティが衣笠とボイシの間に割り込み、ボイシは危機を脱した。だがソルトレイクシティも被弾して機関部で火災が発生した。前衛の駆逐艦ダンカン (USS Duncan, DD-485) とファーレンホルト (USS Farenholt, DD-491) は敵味方両部隊の間に迷い込んで双方から砲撃され、ファーレンホルトが大破、ダンカンが沈没した。大破したボイシはエスピリトゥサント島で応急修理をおこなったあと、アメリカ本土に戻る。フィラデルフィア海軍造船所に回航され、11月19日から1943年（昭和18年）3月20日まで修理が行われた。

#### 1943年 ヨーロッパ戦線
修復後、6月8日に地中海に向けて出航し、6月21日にアルジェリアのアルジェに到着した。ボイシと姉妹艦サバンナ (USS Savannah, CL-42) は、シチリア島南岸のジェーラ近郊へ上陸する水陸両用作戦であるハスキー作戦に参加した。7月10日、ボイシとサバンナはジェーラの戦いで艦砲射撃をおこない、ドイツ軍の戦車を圧倒した。この作戦後も8月18日まで各地で支援砲撃をおこなう。9月にはイタリア戦線にはせ参じ、ターラント（9月9日、10日）およびサレルノ（9月12日 - 19日）でのイタリア本土上陸を支援した後、11月15日にニューヨークに向けて出航。その後再び南太平洋に向かい、12月31日にニューギニアのミルン湾に到着した。

#### 1944年 ニューギニア戦線

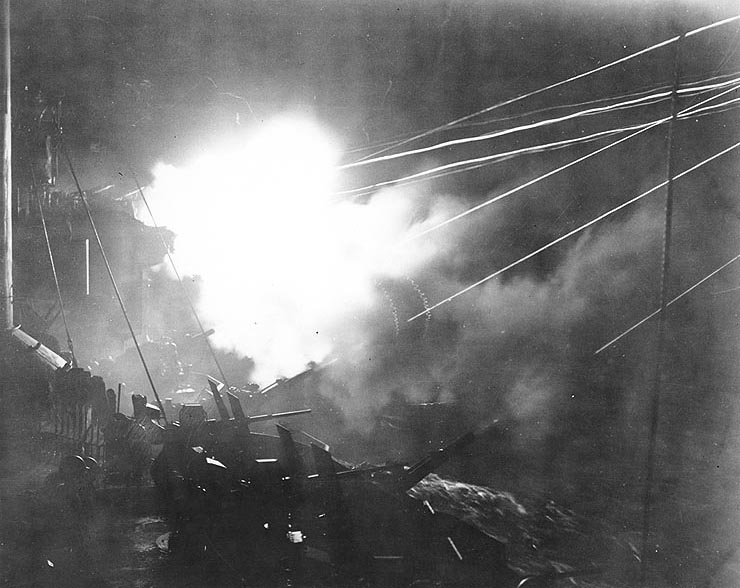
ニューギニアで砲撃中のボイシ

1944年の1月から9月までのボイシは、主にニューギニア島の北部海岸沿いで、南西太平洋連合軍総司令官ダグラス・マッカーサー大将の作戦に参加した。この方面で活動していたアメリカ海軍は、マッカーサー大将の指揮下で行動する第7艦隊（トーマス・C・キンケイド中将）であった。本艦は、姉妹艦フェニックス (USS Phoenix, CL-46) やナッシュビル (USS Nashville, CL-43) などと共に、ニューギニアの戦い（飛び石作戦）に従事する。
その中にはマダンへの砲撃（1月25日、26日）、ホーランジアの戦いにともなうアイタペ上陸およびフンボルト湾上陸作戦支援（4月22日）、ワクデ島砲撃（4月29日、30日）およびワクデ島上陸戦（5月15日 - 25日）、ビアク島上陸（5月25日 - 6月10日）、ヌムフォア島上陸（7月1日、2日）、サンサポール岬への上陸作戦（7月27日 - 8月31日）、モロタイ島占領（9月1日 - 30日）が含まれる。
5月27日から始まったビアク島攻防戦で、ボイシはサボ島沖海戦で砲火を交えた重巡青葉と同じ海域で行動することになった。連合軍のビアク来襲に驚いた連合艦隊は渾作戦を発動し、南方軍の海上機動第二旅団を海軍艦艇でビアク島に強行輸送することになった。
ミンダナオ島ダバオに集結した渾部隊の指揮官は第十六戦隊司令官左近允尚正少将で、青葉に将旗を掲げていた。渾部隊は6月2日夕刻にダバオを出撃したが、B-24に触接されたり、米軍機動部隊（ボイシなどの巡洋艦部隊を誤認）出現等の情報により、ビアク行は中止となった。戦艦扶桑や第五戦隊はダバオに引返し、青葉など輸送隊のみニューギニア島西パプア州のソロンに進出した。6月4日と5日には小数機の日本軍機が連合軍巡洋艦部隊（巡洋艦4、駆逐艦14）を攻撃し、ナッシュビルが至近弾で損傷した。
連合艦隊は第二次渾作戦を発動し、左近允少将は青葉から駆逐艦敷波（第19駆逐隊）に旗艦を変更した。輸送部隊6隻（輸送隊〈敷波、浦波、時雨〉、警戒隊〈春雨、白露、五月雨〉）を率いて6月8日午前3時にソロンを出撃したが、B-25の空襲で春雨が沈没した。日本軍輸送部隊は尚もビアク島にむけて進撃を続けたので、ボイシなど連合軍巡洋艦部隊は夜戦で迎え撃った。重巡1、軽巡2、駆逐艦14隻を擁する連合軍側は圧倒的優勢だったので、渾部隊（駆逐艦5）は直ちに反転して逃走を開始した。ボイシなど巡洋艦部隊は渾部隊を追撃したが、戦果は時雨を小破させただけだった。
第二次渾作戦が失敗すると、連合艦隊は大和型戦艦を渾作戦に投入した。第三次渾作戦部隊は6月12日にハルマヘラ島バチャン泊地に集結した。ボイシなど巡洋艦を主戦力とする第七艦隊にとって、巨大戦艦2隻の出現は重大な脅威として受け止められた。だが6月13日にサイパン島方面の情勢が急変する。渾作戦は中止され、第三次渾作戦部隊の主力は北上して「あ号作戦」に復帰した。青葉を含む第十六戦隊もシンガポール方面に後退した。

#### フィリピン戦線
マリアナ沖海戦の勝利により、マッカーサー部隊に対する日本軍の圧力は消滅した。マッカーサー軍はモロタイ島を攻略したあとフィリピンに迫った。ボイシもフィリピン攻略作戦に加わり、レイテ島上陸（10月20日 - 24日）を支援した。
10月25日未明のスリガオ海峡海戦におけるボイシは、フェニックス、豪州海軍の重巡洋艦シュロップシャー (HMAS Shropshire) 、駆逐艦6隻と共にラッセル・S・バーキー少将の第77.3任務群に属していた。
第77.3任務部隊はジェシー・B・オルデンドルフ少将の第77.2任務群と共同して、第一遊撃部隊第三部隊（指揮官西村祥治第二戦隊司令官、通称西村艦隊）を迎え撃った。西村艦隊には、渾作戦に出動した戦艦扶桑も含まれていたが、ボイシと交戦するまえにアメリカ軍駆逐艦の雷撃で駆逐艦満潮と山雲と一緒に沈んでしまった。最初の魚雷攻撃を生き残った西村艦隊3隻（戦艦山城、重巡最上、駆逐艦時雨）がスリガオ海峡を北上してきたので、第77任務部隊は丁字戦法で邀撃した。ボイシは山城に砲撃を加えた。さらに僚艦と共に砲雷撃を浴びせて山城を撃沈したものの、最上と時雨を取り逃がした。また味方の駆逐艦アルバート・W・グラント (USS Albert W. Grant, DD-649) が第77任務部隊の巡洋艦に誤射されて大破した。夜明けが近づく頃、第77任務部隊の巡洋艦と駆逐艦は、艦首を失っていた駆逐艦朝雲を袋叩きにして沈めた。
その後、ボイシはミンドロ島上陸（12月12日 - 17日）および礼号作戦への迎撃行動（12月26日 - 29日）に従事した。

#### 1945年以降
1945年に入ってルソン島の戦いではリンガエン湾上陸作戦（1945年1月9日 - 13日）の後31日まで支援活動を行い、さらにマッカーサー元帥の「故地」バターン半島の占領・コレヒドール島の占領（2月13日 - 17日）、ミンダナオ島のサンボアンガ上陸（3月8日 - 12日）に参加した。1945年（昭和20年）1月4日、マッカーサーはボイシに乗り込み、ルソン島西岸のリンガエン湾にむけて出撃した。5日には日本の特殊潜航艇に雷撃されたが、魚雷は命中しなかった。マッカーサーによれば、ボイシが魚雷を回避したあと護衛の駆逐艦が爆雷を投下し、豆潜水艦が数隻浮上してきた。それを駆逐艦が体当たりして沈めたという。また空襲を受けたが、対空砲火で撃退した。
日本側記録では、セブ島の第三十三特別根拠地隊（司令官原田覚少将）が特殊潜航艇甲標的を運用しており、同部隊は1月5日に甲標的3基を出撃させ、1基が未帰還となった。連合軍側記録では、駆逐艦テイラー (USS Taylor, DD-468) が体当たりと爆雷攻撃で特殊潜航艇1隻を撃沈している。甲標的部隊は「駆逐艦と艦種不明各1隻撃沈、巡洋艦1隻撃沈」と記録した。
ボイシは続いてボルネオの戦いに参加し、タラカンの戦い（4月27日 - 5月3日）のためボルネオ島近海に移動した。6月3日から16日までボイシにはマッカーサーが座乗し、中央、南部フィリピンおよびブルネイ湾を合計35,000マイル巡航した。ボイシはサンペドロに向かい、7月7日に到着した。
ボイシはサンペドロに留まり、10月までオーバーホールおよび訓練が行われた。10月3日に東海岸に向けて出航し、10月20日にニューヨークに到着する。ボイシは大戦終結翌年の1946年7月1日に退役した。

### アルゼンチン海軍時代
1951年1月11日、ボイシはアルゼンチンに売却され、ヌエベ・デ・フリオ (ARA Nueve de Julio，C-5) と改名された（「7月9日」の意。アルゼンチンの独立記念日。）。就役後にオランダ製レーダーの装着とヘリコプター2機の搭載が行われた。ヌエベ・デ・フリオは1955年9月19日、海軍と陸軍によるクーデターでマル・デル・プラタの給油施設およびその他の目標に砲撃を行った。ヌエベ・デ・フリオはその後も任務に留まり、1978年（昭和53年）に退役。部品は姉妹艦ヘネラル・ベルグラノに流用されたという。武装撤去後にスクラップとして1983年に廃棄された。

## 栄典
ボイシは第二次世界大戦の戦功で11個の従軍星章を受章したほか、以下の勲章を授与された。
- 戦闘交戦リボン（英語版）
- アメリカ防衛軍務勲章・・・「艦隊」略章付き
- アメリカ戦役勲章
- アジア・太平洋戦役勲章（英語版）・・・星章9個付き
- ヨーロッパ・アフリカ・中東戦役勲章（英語版）・・・星章2個付き
- 第二次世界大戦戦勝記念章
- フィリピン殊勲部隊章（英語版）
- フィリピン防衛勲章（英語版）
- フィリピン解放勲章（英語版）・・・星章2個付き